# Heinrich von Uffeln
Heinrich von Uffeln (* 1615 auf Immenhausen; † 11. Januar 1678 in Landskrona) war er landgräflich hessen-kasselischer Generalwachtmeister, kurbrandenburgischer Generalmajor und braunschweig-lüneburgischer Generalfeldwachtmeister und dänischer General der Kavallerie.

## Leben

### Herkunft
Er war Angehöriger der Reichsfreiherrlichen Bastard-Linie Ufflen aus dem Geschlecht der Herren von Uffeln. Sein Vater war Johann von Uffeln, ein hessen-kasselischer Oberst und Führer des Schwarzen Regiments zu Fuß, sowie 1632/37 Herr auf Immenhausen. Einer seiner Brüder – Johann Georg von Uffeln – starb als Kommandant von Hamburg.

### Militärkarriere
Er ging 1635 in hessen-kasselische Dienste und wurde Fähnrich der Leibkompanie im Regiment seines Vaters. Bereits 1636 wurde er Kapitänleutnant und Führer der Kompanie. 1640 wurde er Oberstwachtmeister im Schwarzen Regiment. In den Jahren 1642 bis 1643 zog er mit den hessischen Hilfskorps unter Generalmajor von Ebersten vom Niederrhein durch Braunschweig und Franken bis zum Bodensee. 1644 wurde er Kommandant von Kirchhain. Als das kaiserliche Heer unter Franz von Mercy im Frühjahr 1645 die Gegend erreichte, konnte er den Ort erfolgreich verteidigen. Am 24. Juli 1645 konnte er sich in der Schlacht bei Nördlingen auszeichnen. Mit zwei Schwadronen gelang es ihm die Hauptstellung und die dort eingegrabene Artillerie zu erobern, und so die Schlacht zu entscheiden. Am 4. August 1645 wurde er dafür zum Oberstleutnant befördert. 1646 wurde er Kommandant von Alsfeld in Hessen. Im Jahr 1647 wurde er zunächst Kommandant von Friedberg und später von Burg Rheinfels. Ende 1647 wurde er Oberst und Kommandeur des Braunen Regiments. Am 2. Mai 1656 kam als Generalmajor in kurbrandenburgische Dienste. Am 7. August 1657 bekam er als Generalwachtmeister zu Fuß in Kreis Lebus Quartier. Am 1. Juni 1657 wurde er Gouverneur von Berlin und stellte dort ein Regiment auf. Unter seiner Leitung wurde auch die Stadt neu befestigt. Aber schon am 31. Januar 1660 verließ er die kurbrandenburgische Dienste. Im Jahr 1661 war er wieder in Diensten von Hessen-Kassel. Dort wurde er Geheimer Kriegsrat, Generalwachtmeister und als Chef der Schloßkompanie auch Oberbefehlshaber der hessischen Truppen. Ab 1665 war er Generalfeldwachtmeister in braunschweig-lüneburgischen Diensten, dort nahm er an der Belagerung von Braunschweig teil. 1666 wurde er als Generalfeldzeugmeister vom dänischen König Friedrich III. in das belagerte Bremen geschickt aber auf dem Weg dorthin von den Schweden gefangen genommen. 1674 wurde er Kriegsrat, danach Gouverneur von Fünen und Kommandant von Nyborg. Während des Schonischen Krieges war der Plan, dass er U. F. Gyldenløve in Norwegen unterstützen solle. Dazu sollte er mit einem Geschwader unter Markor Rodsteen übersetzen. Aber die Dänen verloren zunächst die Schlacht bei Lund und dann auch noch die Schlacht bei Landskrona. Daher ernannt ihn der dänische König Christian V. im August 1677 zum Gouverneur von Landskrona; dort sollte er die geschlagene und demoralisierte Armee reorganisieren. Die Reste der Kavallerie wurden nach Dänemark zurückgezogen, die Infanterie lag in von Seuchen verwüsteten heimgesuchten Lagern bei Landskrona. Darüber hinaus gab es Streitigkeiten zwischen Joachim Rüdiger von der Goltz und dem Kriegskommissar Hermann Meier. Dazu kamen weitere Angriffe der Schweden, Uffeln war schnell klar, dass er hier nichts machen konnte. Er bat um seine Ablösung und am 6. November 1677 kam seine Ablösung in Form des Herzogs Carl Eugen von Croy. Uffeln war aber bereits erkrankt und verblieb bis zu seinem Tod am 11. Januar 1678 in Landskrona. Er starb als königlich dänischer General der Kavallerie.

### Familie
Er heiratete am 29. Mai 1649 Viktoria Dorothea von Uffeln. Sie war die Tochter seines Onkels Karl von Uffeln, General-Proviantmeister der hessischen Truppen 1632/49. Das Paar hatte zwei Töchter und zwei Söhne.
- Johann Carl († 1716), hessen-kasselischer Generalmajor und Kommandant von Kassel
- Johann Moritz (1657–1736), hessen-kasselischer Obrist und Regimentschef
- Guida Juliane († nach 1690)
- Charlotte Elisabeth († 21. Oktober 1687), ⚭ Thomas Christian von Bülow (1651–1706), dänischer Offizier[7]